# Vlad Dragomir
Vlad Mihai Dragomir (Timişoara, 24 de abril de 1999) es un futbolista rumano que juega como centrocampista en el Pafos F. C. de la Primera División de Chipre.

## Trayectoria

### Poli Timișoara
Fue convocado por primera vez en el primer equipo para jugar un partido el 4 de noviembre de 2013 contra Petrolul Ploieşti, estuvo en el banco de suplentes con 14 años pero no ingresó, empataron 0 a 0.
Fue ascendido al primer equipo del Poli Timișoara para comenzar el 2014, realizó la pretemporada con sus compañeros. En el último partido de la temporada 2013/14 en la máxima división rumana, nuevamente integró el banco de suplentes, no ingresó, ganaron 1 a 0 contra Concordia Chiajna pero descendieron a segunda división.
Para la temporada 2014/15 no tuvo muchas oportunidades en el plantel absoluto, pero debutó como profesional el 30 de agosto de 2014 con 15 años, ingresó al minuto 83 por Alexandru Lazăr y ganaron 2 a 0 contra Mioveni. Su segundo partido fue el 10 de octubre, contra Bihor Oradea, jugó como titular y ganaron 3 a 0. Su equipo finalizó la temporada logrando el ascenso a la máxima categoría.

### Arsenal Football Club
El 24 de junio de 2015 se confirmó su pase al club inglés por € 100.000, firmó un contrato por 3 años y fue presentado con el dorsal #7.

## Selección nacional
Fue internacional con la selección de Rumania en las categorías sub-15, sub-16, sub-17, sub-18 y sub-19 y sub-21. También lo fue con la absoluta, con la que debutó el 24 de marzo de 2025 en un encuentro de clasificación para el Mundial 2026 ante San Marino.

## Estadísticas

### Clubes
Actualizado al 18 de octubre de 2016.
Último partido citado: Poli Timişoara 3 - Bihor Oradea 0
| Club                     | Div.          | Temporada     | Liga  | Liga  | Copas nacionales | Copas nacionales | Torneos internacionales | Torneos internacionales | Total | Total |
| Club                     | Div.          | Temporada     | Part. | Goles | Part.            | Goles            | Part.                   | Goles                   | Part. | Goles |
| ------------------------ | ------------- | ------------- | ----- | ----- | ---------------- | ---------------- | ----------------------- | ----------------------- | ----- | ----- |
| Poli Timișoara · Rumania | 2.ª           | 2014-15       | 2     | 0     | 0                | 0                | -                       | -                       | 2     | 0     |
| Poli Timișoara · Rumania | Total club    | Total club    | 2     | 0     | 0                | 0                | 0                       | 0                       | 2     | 0     |
| Total carrera            | Total carrera | Total carrera | 2     | 0     | 0                | 0                | 0                       | 0                       | 2     | 0     |

## Palmarés

### Títulos nacionales
| Título                     | Equipo             | País    | Año  |
| -------------------------- | ------------------ | ------- | ---- |
| Liga II - Grupo B          | ACS Poli Timișoara | Rumania | 2015 |
| Copa de Chipre             | Pafos F. C.        | Chipre  | 2024 |
| Primera División de Chipre | Pafos F. C.        | Chipre  | 2025 |

### Distinciones individuales
| Distinción                                                                     | Año  |
| ------------------------------------------------------------------------------ | ---- |
| Parte de los 60 mejores jugadores del mundo para The Guardian (categoría 1999) | 2016 |